# Rivière Salamandre
Rivière Salamandre är ett vattendrag i Kanada.   Det ligger i provinsen Québec, i den östra delen av landet, 600 km norr om huvudstaden Ottawa.
I omgivningarna runt Rivière Salamandre växer i huvudsak barrskog. Trakten runt Rivière Salamandre är nära nog obefolkad, med mindre än två invånare per kvadratkilometer.